# Spišská Kapitula
Spišská Kapitula (in ungherese: Szepeshely o Szepesi Káptalan) è una cittadella ecclesiastica in eccellente stato di conservazione che sorge nel comune slovacco di Spišské Podhradie, ai piedi del castello di Spiš. È parte del patrimonio dell'umanità che comprende Levoča, la cattedrale di San Martino, il castello di Spiš e i monumenti culturali associati. La cattedrale è inserita nell'itinerario Culturale del Consiglio d'Europa Transromanica.

## Il borgo e la sua storia
La cittadella comprende la cattedrale di San Martino, un ex monastero e un'unica strada, tutti risalenti al Medioevo, e circondati dalle mura cittadine. Dalla porta inferiore si ha una magnifica veduta del Castello di Spiš, che sorge sulla collina di fronte.
Spišská Kapitula divenne un importante centro ecclesiastico della regione dello Spiš nel XII secolo, sede di una collegiata e di un capitolo. Una scuola capitolare era già attiva nel XIII secolo e fu trasformata in liceo verso la metà del XVI secolo. Nel 1776 la prepositura fu elevata a diocesi di Spiš. Nel 1815 fu istituita una scuola di teologia, che funzionò fino al 1849. Dal 1819 al 1950 Spišská Kapitula ospitò la prima scuola in Slovacchia e nel Regno d'Ungheria per la formazione di insegnanti delle scuole elementari.
La cattedrale fu costruita tra il XIII e il XV secolo negli stili romanico e gotico. È uno dei maggiori monumenti del romanico in Slovacchia. Al suo interno contiene diversi altari medievali scolpiti e le sepolture della famiglia Zápolya, che ebbe la signoria sulla regione di Spiš; le lapidi funerarie del XV secolo scolpite in marmo sono di eccezionale qualità. Un dipinto murale del 1317 recentemente restaurato raffigura l'incoronazione di Carlo Roberto d'Angiò a re d'Ungheria; un altro dipinto della cattedrale è attribuito all'anonimo Maestro di Kirchdrauf.
Spišská Kapitula è stata visitata da papa Giovanni Paolo II nel 1995.

## Galleria d'immagini

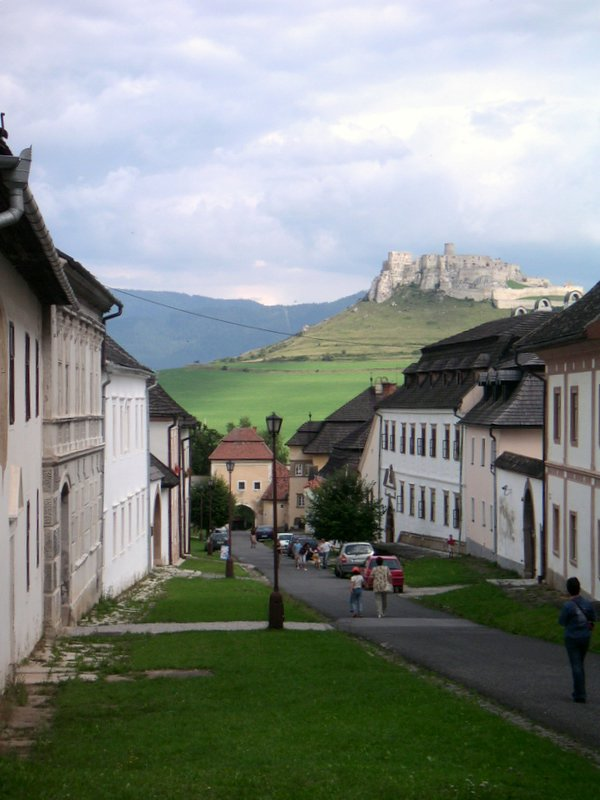
La strada maestra con il castello di Spiš
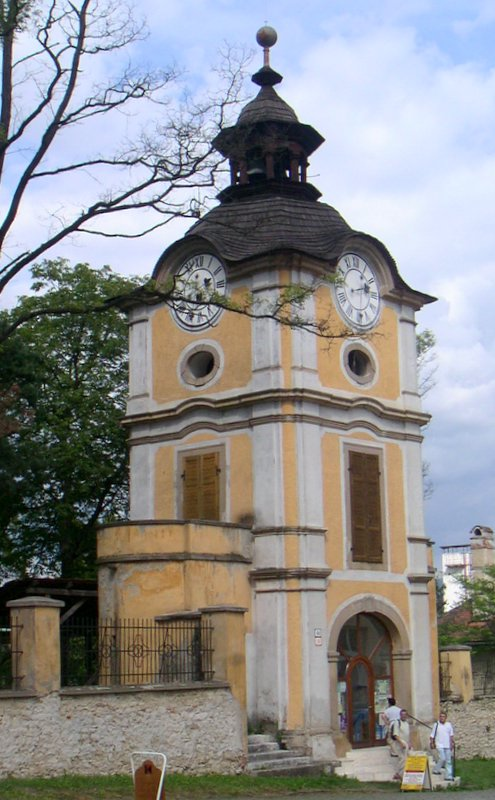
Il campanile
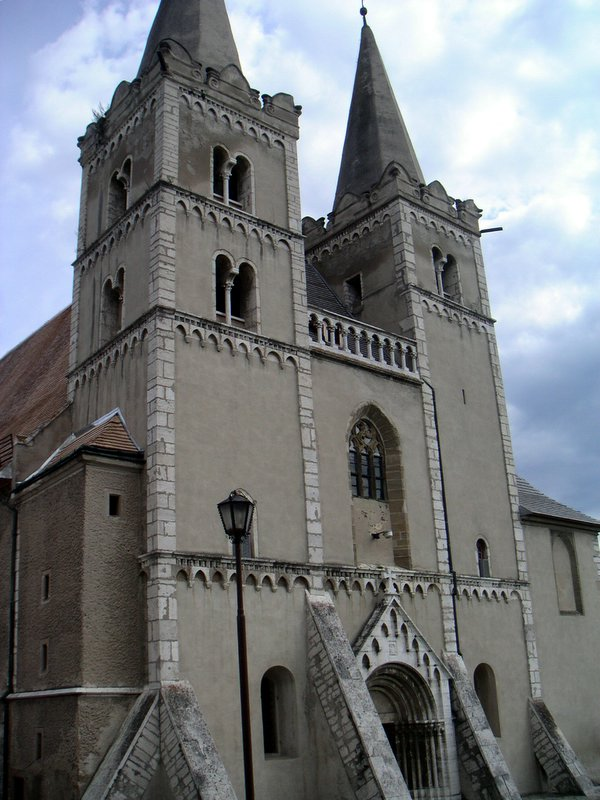
La cattedrale di San Martino
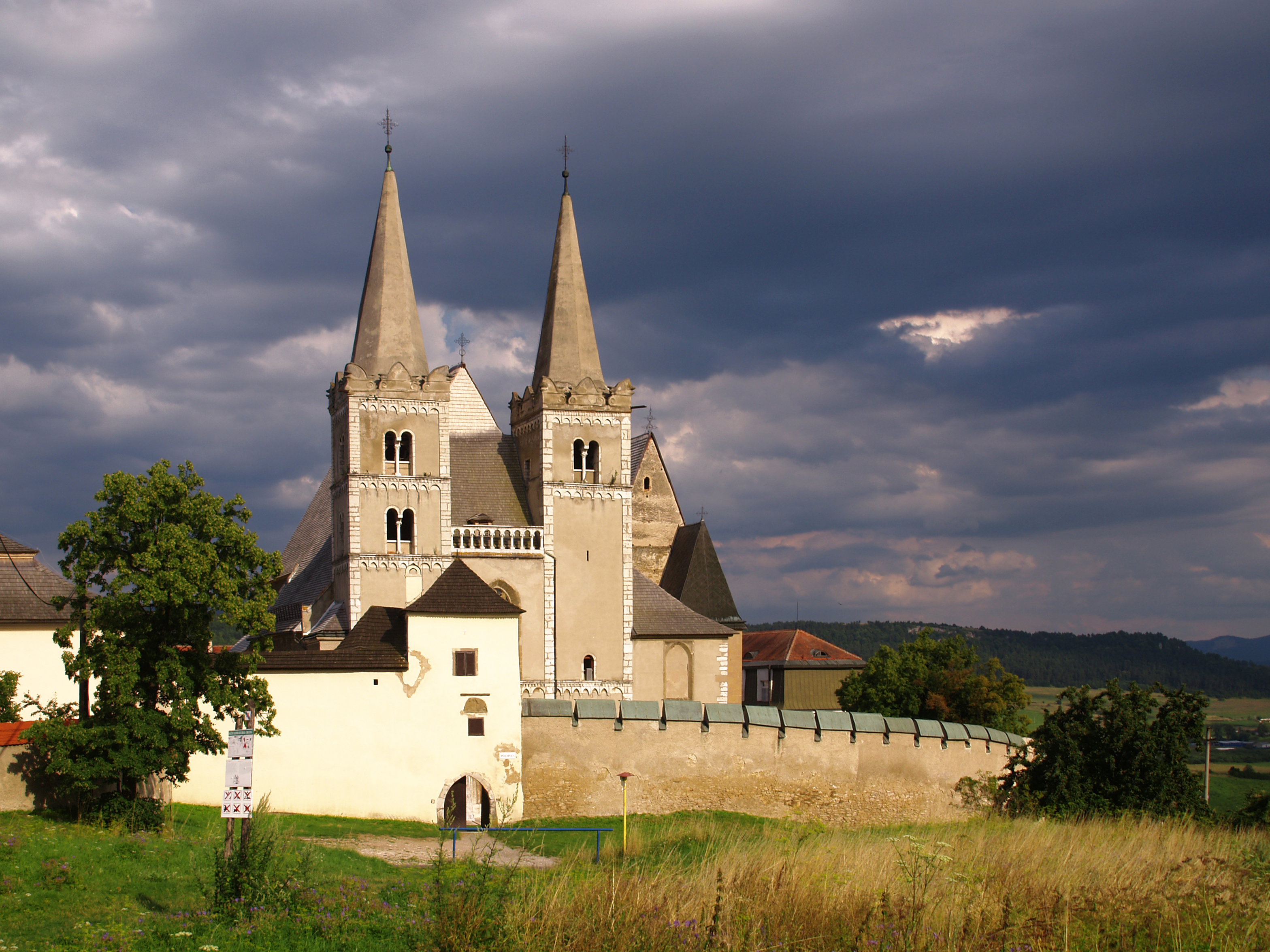
Porta di accesso